# عظيموف للخيال العلمي
عظيموف للخيال العلمي (بالإنجليزية: Asimov's Science Fiction) هي مجلة خيال علمي أمريكية حررتها شيلا وليامز ونشرتها مجلات ديل المملوكة لشركة بيني برس. تم إطلاقها كإصدار ربع سنوي من قبل شركة ديفيس للنشر في عام 1977، بعد الحصول على موافقة إسحق عظيموف على استخدام اسمه. كان عنوانها في الأصل مجلة الخيال العلمي لإسحق عظيموف، وحققت نجاحًا سريعًا، حيث وصلت إلى تداول يزيد عن 100،000 نسخة في غضون عام، وتحولت إلى النشر الشهري في غضون عامين. نشر جورج إتش سكيذرز، المحرر الأول، العديد من الكتاب الجدد الذين حققوا نجاحًا في هذا النوع. فضل سكيذرز القصص التقليدية الخالية من الجنس أو الفحش؛ إلى جانب القصص الفكاهية المتكررة، أعطى هذا مجلة عظيموف سمعة طيبة في طباعة قصص الأطفال، على الرغم من نجاحها. لم يكن عظيموف جزءًا من فريق التحرير، لكنه كتب افتتاحيات للمجلة.
طُرد سكيذرز عام 1982، ولم تدم خليفته، كاثلين مولوني، سوى عام واحد. تولت شونا مكارثي منصب المحررة عام 1983، وسرعان ما خففت من القيود المفروضة على نوع القصص التي كانت عظيموف مستعدةً لنشرها. أثارت قصة «وجهها الفروي»، للكاتبة لي كينيدي، والتي تدور أحداثها حول ممارسة الجنس مع إنسان الغاب الذكي، استياء بعض القراء، كما حدث مع قصص أخرى تتضمن الجنس أو العنف. دافعت مجلة عظيموف عن خيارات مكارثي في افتتاحية المجلة، ورُشحت «وجهها الفروي» لجائزة نيبولا. حوّلت مكارثي المجلة إلى سوق رائدة لكتّاب الخيال العلمي، وظهرت المزيد من القصص الحائزة على جوائز، بما في ذلك قصص خيالية لفريدريك بول، وروبرت سيلفربيرغ، ولوسيوس شيبرد، وجون فارلي.
تولى غاردنر دوزويس منصب المحرر عام 1985 واستمر فيه قرابة عشرين عامًا. وظلت مجلة عظيموف سوقًا مرموقًا، وظهرت خلال فترة دوزويس العديد من القصص الحائزة على جوائز، بما في ذلك «آر & آر» للوسيوس شيبارد؛ و«نهر هاتراك» لأورسن سكوت كارد؛ و«راشيل في الحب» لبات ميرفي؛ و«بوبز» لسوزي ماكي تشارناس؛ و«دب يكتشف النار» لتيري بيسون. يصف مايك أشلي، مؤرخ مجلات الخيال العلمي، فترة دوزويس في عظيموف بأنها «واحدة من أعظم المسيرات المهنية في مجال التحرير». خلفت شيلا ويليامز دوزويس عام 2004.
باع ديفيس المجلة إلى مجلات ديل في عام 1992، واستحوذت بيني برس على ديل في عام 1996. تحولت مجلة عظيموف إلى النشر كل شهرين في عام 2017. انخفض التوزيع بشكل مطرد على مدار عمر المجلة، وبحلول عام 2020 كان أقل من 20،000 نسخة، وأكثر من نصف ذلك يأتي من الاشتراكات عبر الإنترنت.

## وصلات خارجية
- "المجموعة: عظيموف للخيال العلمي | أرشيفات جورجيا تك". finding-aids.library.gatech.edu. مؤرشف من الأصل في 2025-06-21.